# Dimitri Vangelis & Wyman
Dimitri Vangelis & Wyman ist ein schwedisches DJ- und Produzenten-Duo, das im Jahr 2010 in Stockholm gegründet wurde. Das Duo ist überwiegend in den Bereich Electro- und Progressive-House aktiv und konnten im Jahr 2011 mit ihrem Remix zu dem Lied The Scientist der britischen Band Coldplay erstmals auf sich aufmerksam machen. Ihr gemeinsam mit Steve Angello im Frühjahr 2014 veröffentlichter Song Payback gilt seit seiner Veröffentlichung als einer der Grundsteine des modernen Festival-Progressive-House. Neben ihrer Solo-Karriere sind sie auch als Songwriter- und Produzenten-Team aktiv. Im Jahr 2016 landeten sie mit ihrer Beteiligung an dem Lied The Ocean vom schwedischen DJ und Produzenten Mike Perry einen weltweiten Hit.

## Karriere
Die beiden Musiker Dimitrios Vardalis und Andreas Christoffer Wiman schlossen sich 2010 zu einem Duo zusammen, nachdem sie bereits seit 2007 im Bereich der elektronischen Musik produzierten. Sie starteten mit verschiedenen Clubauftritten und einigen Remixaufträgen. 2011 machten sie sich mit Remixen zu unter anderem Tove Styrke und Lo-Fi-Fnk, die auf Plattenlabels wie „Universal“ oder Sony kamen einen ersten Namen in der EDM-Szene. Über das Plattenlabel Nero Recordings veröffentlichten sie am 4. Juli 2011 gemeinsam mit dem britischen Duo The Funktuary ihre Debüt-Single Ignited. Ende 2011 folgte ein Bootleg dem Lied The Scientist von Coldplay, den sie auf SoundCloud zum Free Download anboten. Dieser erhielt sehr positives Feedback von verschiedenen Magazinen und Webseiten, worauf erste Festival-Auftritte folgten.
2012 unterzeichneten sie einen Vertrag beim Sony-Sublabel Columbia Records, auf dem sie die Singles Roll The Dice und Russia veröffentlichten. Diese Lieder waren beim Tomorrowland Festival 2012 in den Sets verschiedener DJs zu hören. Im März 2012 gründeten sie das Plattenlabel „Triple V Music“. Im Folgejahr produzierten sie unter anderem einen Remix zu dem Lied People Of The Night von AN21 & Max Vangeli und Tiësto, der sich zu einem Erfolg entwickelte. Parallel lernten sie das Swedish-House-Mafia-Mitglied Steve Angello kennen, mit dem sie zusammenarbeiteten. Zusätzlich unterzeichneten sie einen Vertrag bei Angellos Label Size Records.
Nach einer Zusammenarbeit mit AN21, die unter dem Titel Rebel erschien, veröffentlichten sie im März 2014 den, gemeinsam mit Steve Angello produzierten Song Payback, mit dem sie einen Erfolg landen konnten. Das Lied wurde von Kritikern gelobt und setzte sich innerhalb kurzer Zeit bis an die Spitze der Beatport-Charts. Zudem erhielt es Support von zahlreichen DJ-Größen, wie Avicii, David Guetta und Martin Garrix. In Zusammenarbeit mit dem britischen Musiker Harrison nahmen sie eine Vocal-Version des Liedes auf. Im September 2014 erschien die Follow-Up-Single ID2, dessen Titel von verschiedenen im Internet veröffentlichten Aufnahmen des Liedes, die während ihrer Liveauftritte entstanden, stammt.
2015 gründeten sie das Plattenlabel Buce Records, dessen Name auf Vangelis griechische Herkunft zurückführt. Die erste Veröffentlichung hier war der Song Running, den sie gemeinsam mit Tom Cane produzierten. Im Folgejahr erschienen unter anderem die Lieder Empire mit Tom Staar und Daylight mit Yves V. Letzteres wurde über das niederländische Plattenlabel Spinnin’ Records veröffentlicht. Ende des Jahres erschien mit Horns erstmals ein Lied, das nicht ihrem ursprünglichen Progressive-House-Stil entsprach.
Nachdem im Laufe des Jahres unter anderem Lieder wie Gizzly mit Futuristic Polar Bears und Legazy veröffentlicht wurden, gründeten sie im Oktober 2017 die Musikgesellschaft „WNG International“. 2018 veröffentlichten sie die lang erwartete Single Phantom. Diese wurde ursprünglich gemeinsam mit dem russischen DJ-Duo Matisse & Sadko produziert. Aus Zeitgründen sprangen sie schlussendlich von den Arbeiten ab, woraufhin die Schweden den Song als Solo-Track veröffentlichten. Am 1. Juni 2018 gründeten sie das Plattenlabel Legion als Sublabel ihres Buce Records. Über Legion sollte zukünftig Tech-House-Musik erscheinen. Ende des Jahres folgte eine weitere Kollaboration mit Futuristic Polar Bears.
2019 arbeiteten sie unter anderem mit Paul Green und Dzeko zusammen. Des Weiteren veröffentlichten sie ein Lied in Zusammenarbeit mit dem schwedischen DJ und Produzenten Mike Perry sowie dem Duo Ten Times. Dieser trug den Titel Changes und verbuchte ihnen ihre erste Platzierung in den schwedischen Single-Charts.

## Aktivität als Songwriter und Produzenten
Im Jahr 2016 unterstützten sie den schwedischen DJ und Produzenten Mike Perry bei der Produktion des Liedes The Ocean, das er gemeinsam mit der Sängerin Shy Martin aufnahm. Diese konnte sich in über 10 Ländern zu einem Top-10-Hit entwickeln und sich allein in den USA über eine halbe Million Mal verkaufen. Während ihres Tomorrowland-Auftritts im Jahr 2016 luden sie Mike Perry auf die Bühne ein, um das Lied vor dem Publikum zu präsentieren. Seit diesem Erfolg agieren sie fortan als Co-Produzenten-Team des Schweden. Des Weiteren produzierten sie mehrere Lieder des US-amerikanischen Produzenten-Duos Hot Shade.

## Mitglieder
- Dimitri Vangelis (* 22. Dezember 1981 in Nacka, Schweden als Dimitrios Vardalis[6])
- Wyman (* 6. Januar 1991 in Tumba, Schweden als Andreas Christoffer Wiman[7])

## Diskografie

### Singles
| Jahr | Titel Album | Höchstplatzierung, Gesamtwochen, AuszeichnungChartsChartplatzierungen (Jahr, Titel, Album, Platzierungen, Wochen, Auszeichnungen, Anmerkungen) | Anmerkungen                                                                            |
| Jahr | Titel Album | SE | Anmerkungen                                                                            |
| ---- | ----------- | --- | -------------------------------------------------------------------------------------- |
| 2019 | Changes     | SE65 (5 Wo.)SE | Erstveröffentlichung: 12. April 2019 mit Mike Perry und Ten Times feat. The Companions |

Weitere Veröffentlichungen
2011:
- Ignited (The Funktuary)

2012:
- Roll the Dice
- Russia

2013:
- Pieces of Light (feat. Jonny Rose)
- Silver Sun (feat. Anna Yvette)

2014:
- Rebel (mit AN21)
- Payback (mit Steve Angello)
- ID2

2015:
- Survivor
- Zonk
- Live Love Die (feat. Sirena)
- Metamorphic (mit Gazlind)
- Running (feat. Tom Cane)

2016:
- Empire (mit Tom Staar)
- Reflection
- Daylight (mit Yves V)
- Horns

2017:
- Gizzly (mit Futuristic Polar Bears)
- Legacy
- Shine

2018:
- Vamos (mit Brian Coss & Abel The Kid)
- Phantom
- Born at Night
- Acid Drop (mit Futuristic Polar Bears)

2019:
- Pyramids (mit Paul Green)
- Penny
- Changes (mit Mike Perry, Ten Tims & The Companions)
- The King (mit Dzeko)

2020:
- ID8 (mit Sem Vox)
- Pacifier
- Coming Home (mit Mike Perry)
- Pew Pew (mit Teamworx)

2021:
- We Are Here Now (mit Mike Perry)

### Remixe
2011:
- Coldplay – The Scientist
- Therese − Remedy
- Audible & Mikael Weermets feat. Max C − Free
- DJ DLG − Visions Of Love
- Jus Jack – Clap Your Hands
- Lo-Fi-Fnk − Boom
- Dinka feat. Hadley & Danny Inzerillo − Reach For Me

2012:
- EDX feat. Cookie − 9 to Believe In
- EDX feat. Nadia Ali − This Is Your Life
- Miike Snow − Bavarian #1

2013:
- Tiësto, Max Vangeli, AN21, Lover Lover − People Of The Night

2014:
- Tom Odell − Another Love

2015:
- Seinabo Sey − Younger

2016:
- SeeB feat. Neev − Breathe

2017:
- Jenia X Mr. Styles − Stories

### Songwriting- und Produktionsbeiträge
| Jahr | Titel Interpret                                  | Höchstplatzierung, Gesamtwochen, AuszeichnungChartplatzierungen (Jahr, Titel, Interpret, Platzierungen, Wochen, Auszeichnungen, Anmerkungen) | Höchstplatzierung, Gesamtwochen, AuszeichnungChartplatzierungen (Jahr, Titel, Interpret, Platzierungen, Wochen, Auszeichnungen, Anmerkungen) | Höchstplatzierung, Gesamtwochen, AuszeichnungChartplatzierungen (Jahr, Titel, Interpret, Platzierungen, Wochen, Auszeichnungen, Anmerkungen) | Höchstplatzierung, Gesamtwochen, AuszeichnungChartplatzierungen (Jahr, Titel, Interpret, Platzierungen, Wochen, Auszeichnungen, Anmerkungen) | Höchstplatzierung, Gesamtwochen, AuszeichnungChartplatzierungen (Jahr, Titel, Interpret, Platzierungen, Wochen, Auszeichnungen, Anmerkungen) | Anmerkungen                             |
| Jahr | Titel Interpret                                  | DE | AT | CH | UK | SE | Anmerkungen                             |
| ---- | ------------------------------------------------ | --- | --- | --- | --- | --- | --------------------------------------- |
| 2016 | The Ocean Mike Perry feat. Shy Martin            | DE5 Platin · (33 Wo.)DE | AT4 Gold · (34 Wo.)AT | CH4 (43 Wo.)CH | UK39 Gold · (17 Wo.)UK | SE1 ×6Sechsfachplatin · (50 Wo.)SE | Erstveröffentlichung: 15. April 2016    |
| 2016 | Inside the Lines Mike Perry feat. Casso          | — | — | CH84 (1 Wo.)CH | — | SE25 Platin · (16 Wo.)SE | Erstveröffentlichung: 21. Oktober 2016  |
| 2017 | Talk About It Mike Perry & Hot Shade feat.       | — | — | — | — | SE40 Platin · (13 Wo.)SE | Erstveröffentlichung: 3. März 2017      |
| 2017 | Body to Body Mike Perry feat. Imani Williams     | — | — | — | — | SE56 Gold · (10 Wo.)SE | Erstveröffentlichung: 21. April 2017    |
| 2017 | Hands Mike Perry & The Vamps & Sabrina Carpenter | — | — | — | — | SE70 Gold · (11 Wo.)SE | Erstveröffentlichung: 19. Mai 2017      |
| 2017 | Stay Young Mike Perry feat. Tessa                | — | — | — | — | SE39 Platin · (15 Wo.)SE | Erstveröffentlichung: 1. September 2017 |
| 2018 | California Mike Perry & Hot Shade feat. Karlyn   | — | — | — | — | SE27 (17 Wo.)SE | Erstveröffentlichung: 1. Mai 2018       |
| 2018 | Don’t Hide Mike Perry feat. Willemijn May        | — | — | — | — | SE31 (9 Wo.)SE | Erstveröffentlichung: 29. Juni 2018     |

Mike Perry
2016:
- Don’t You Worry (mit Ten Times feat. Sibbyl)
- Touching You Again (mit Hot Shade feat. Jane XØ)

2018:
- Rocksteady (mit DIMA)
- Rise & Fall (feat. Cathrine Lassen)
- Lighthouse (mit Hot Shade feat. René Miller)

2019:
- Runaway
- Way Too High
- Moves (mit Hot Shade & Mika Zibanejad)
- Bloodshot (feat. Charlotte Haining)
- One Life
- Better Than This (feat. David Rasmussen)
- Until I Die (feat. Joe Buck)

2020:
- Paradise (feat. Sarah De Warren)
- Maze (mit Mangoo feat. Wanja Janeva)
- Midnight Sun (mit Forgét Mej)
- Down the Line (mit Ten Times)
- Crazy (mit Nathaniel)
- By Your Side

2021:
- If I Ruled the World (mit Mila Josef)
- Fell in Love with an Alien (feat. Mentum)
- Hero (feat. Hazel)
- Save Me Now (feat. Isak Danielson)

Hot Shade
2017:
- Better

2018:
- Wonderchild (mit Christian Waltz)

2019:
- Moves (mit Mike Perry feat. Mika Zibanejad)